# Wassermühle Hanshagen

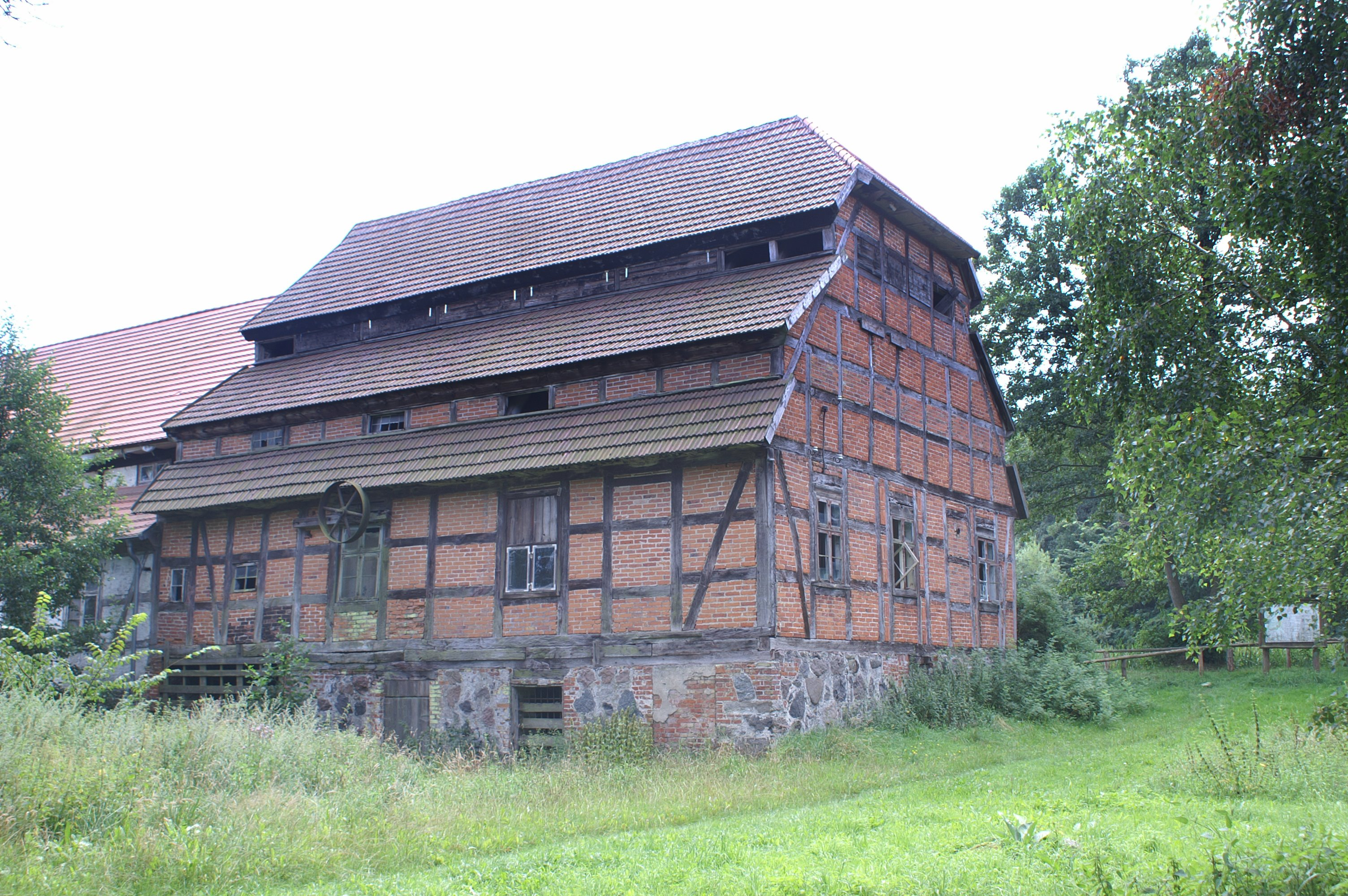
Wassermühle Hanshagen 2009

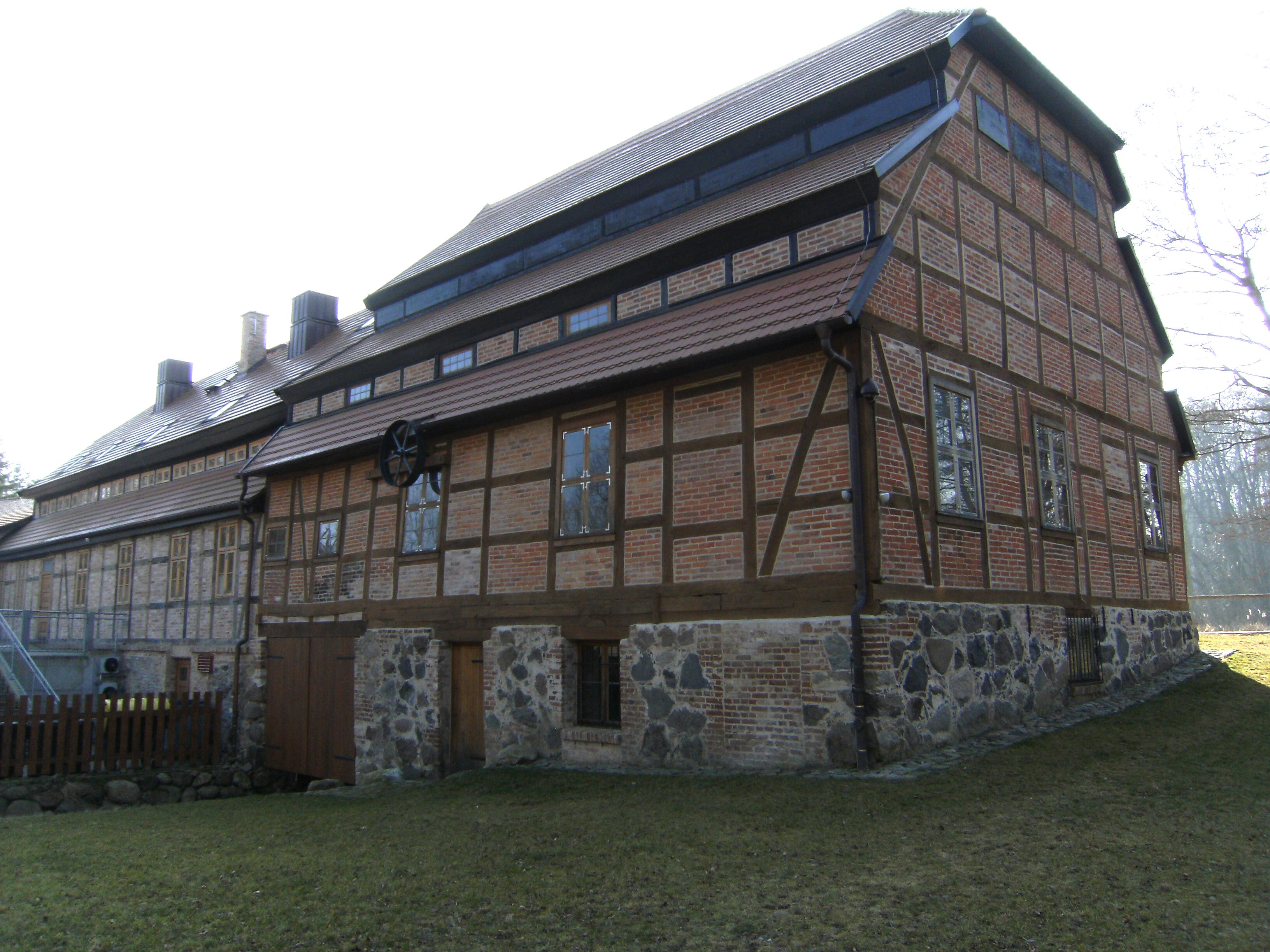
Hanshagener Mühle 2014

Die Wassermühle Hanshagen befindet sich in Hanshagen im Landkreis Vorpommern-Greifswald. Sie diente der Universität Greifswald bis in die Mitte des 19. Jahrhunderts als Papiermühle.

## Geschichte
Ende des 15. Jahrhunderts hatte das Kloster Krummin auf Usedom Hanshagen aufgekauft. Margaretha Owstin, die Priorin des Klosters, erteilte 1524 dem Müller Nikolaus (Klawes) Dreyer die Erlaubnis am Hanshäger Bach eine Wassermühle zu errichten. Dazu wurde er vom Kloster mit Baumaterial und Verpflegung für die Bauarbeiter unterstützt und hatte dafür jährlich fünf Drömt Mehl an das Kloster zu liefern. 1528 wurde der Vertrag mit Dreyers Sohn Joachim erneuert.
In der zweiten Hälfte des 17. Jahrhunderts kam die Wassermühle in den Besitz des Sekretärs und späteren Hofrates in Schwedisch-Pommern Jacob Stypmann, der sie aufgrund einer Resolution der Königin Christina 1654 gegen eine Abfindung an die Universität Greifswald abtreten musste. Das Dorf Hanshagen gehörte seit der Schenkung Herzog Bogislaw XIV. zu den Gütern der Universität. Zu dieser Zeit war die Mühle bereits zur Herstellung von Papier aus Lumpen umgerüstet worden. Im 18. Jahrhundert gehörte die Mühle zu den wenigen Privilegierten, denen die königliche Regierung in Erlässen von 1725, 1751 und 1750 das Recht Lumpen aufzukaufen erteilte. Zu dieser Zeit entstand der heutige Komplex mit Mühle, Wohnhaus und Mühlenteich.
In der Mitte des 19. Jahrhunderts lohnte sich die Papierproduktion aus Lumpen wegen der Konkurrenz der Zellulose nicht mehr. 1855 wurde die Hanshäger Mühle wieder zur Produktion von Getreidemehl umgerüstet. 1952 wurde der Mahlbetrieb eingestellt und das Gebäude diente bis in die 1990er Jahre als Gaststätte. Lange Jahre war die denkmalgeschützte Anlage ungenutzt, verschiedene Initiativen zur Neunutzung blieben ohne größeren Erfolg. Der Mühlenverein Wassermühle Hanshagen e. V. trug seit 1995 wesentlich zum Erhalt der Anlage bei.
Im Oktober 2010 begann die Greifswalder Schilling Invest GmbH & Co. KG mit der grundlegenden Sanierung und Restaurierung des Areals. Die Grundsteinlegung für einen zusätzlichen Neubau erfolgte im April 2011. Am 15. Oktober 2011 wurde der Hofladen eröffnet, die Gaststätte folgte am 17. November des gleichen Jahres. Anlässlich des Deutschen Mühlentages 2012 konnte am 28. Mai 2012 nach 60 Jahren auch die Mühle wieder in Betrieb genommen werden. Neben der Wassermühle selbst beherbergt die Anlage eine Gaststätte, Übernachtungsmöglichkeiten, den Hofladen, eine Wildannahme- und Verarbeitungsstelle, eine Bäckerei und eine Außenfläche mit Biergarten und Spielmöglichkeiten.
Heute gilt die Wassermühle Hanshagen als die einzige erhaltene deutsche Papiermühle nördlich von Berlin und als die letzte vorpommersche Wassermühle.

## Anlage

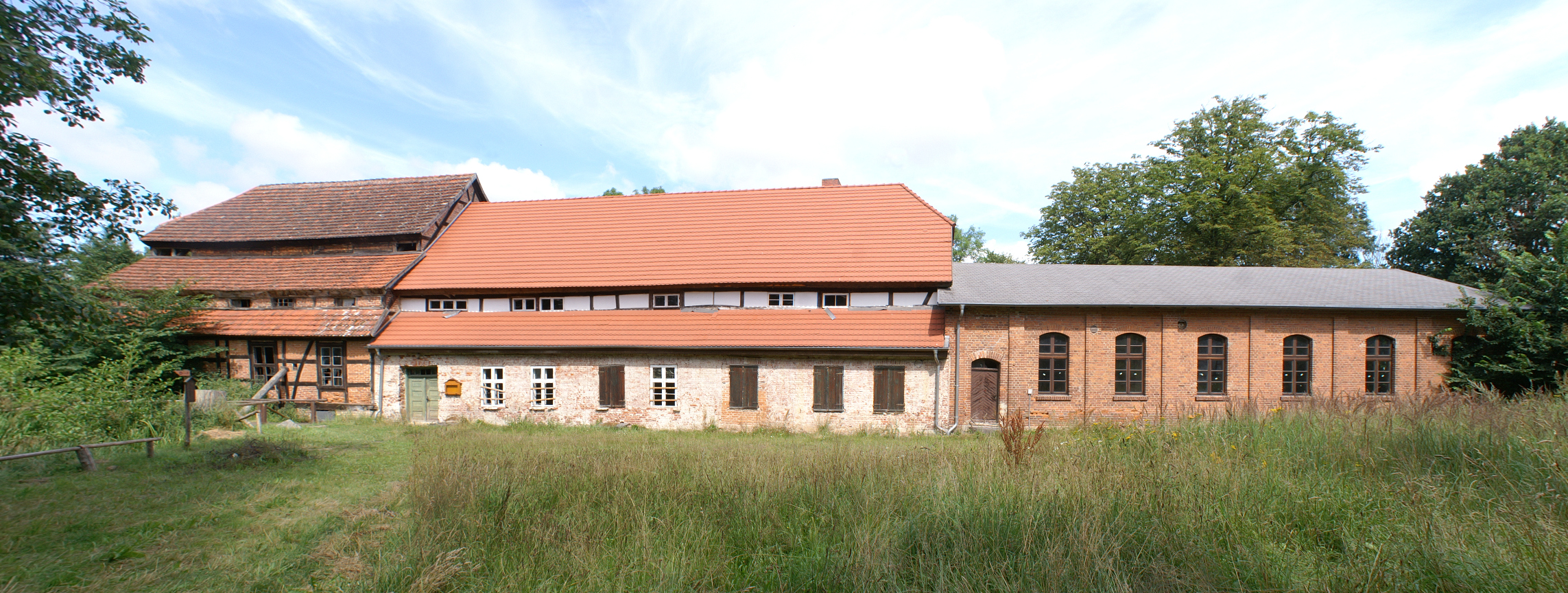
Ansicht von Süden 2009

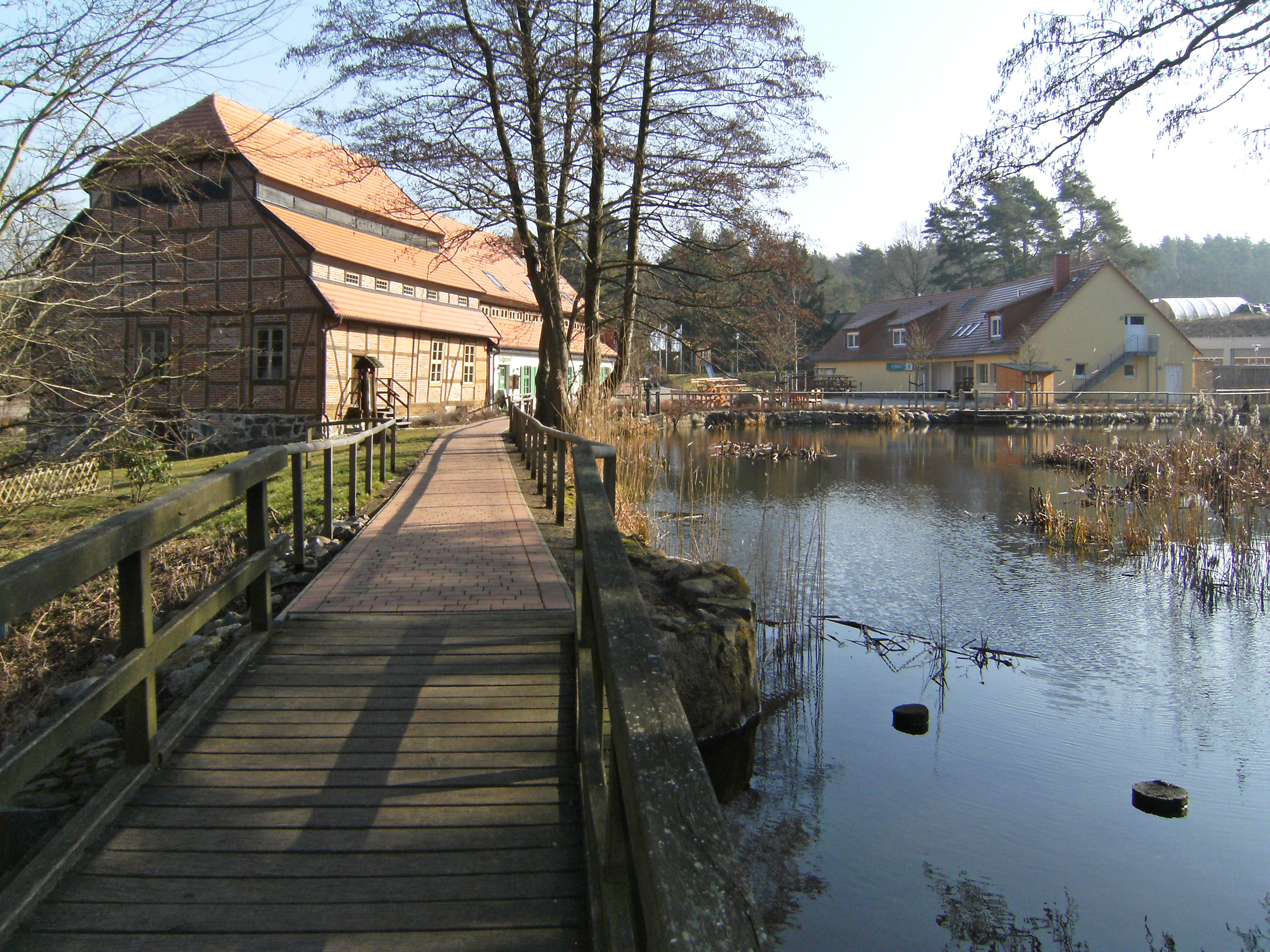
Hanshagener Mühle mit Teich, rechts Hofladen, links Mühle

Das heutige Mühlengebäude wurde in den Jahren 1798 bis 1800 als Ziegelfachwerkbau auf einem hohen Feldsteinsockel errichtet. Das Krüppelwalmdach wird an beiden Traufseiten durch jeweils zwei durchlaufende Hechtgauben unterbrochen. Das aufgestaute Wasser passiert das Gebäude in der Mitte von Süden nach Norden, wo es ein oberschlächtiges Wasserrad antrieb. Die Technik des Mahlwerks ist größtenteils erhalten.
Nach Osten schließt sich giebelseitig das ehemalige Wohnhaus an, das 1750 als Papiermühle auf den Fundamenten eines älteren Gebäudes errichtet wurde. Es hat ein massives Untergeschoss, das Obergeschoss und die Rückseite bestehen aus Ziegelfachwerk. Das Krüppelwalmdach besitzt einen Dachhecht auf jeder Seite. Den östlichen Abschluss bildet ein eingeschossiger Backsteinbau mit Lisenengliederung und Satteldach mit Teerpappe.